# Епископ бачки Герман
Герман (Слабиња на Банији, 8. август 1857 — Беч, 18. јануар 1899) је био епископ Српске православне цркве.

## Световни живот
Герман Опачић рођен је у Слабињи, на Банији, 8. августа 1857. године од оца Марка, свештеника (проте у Војнићу), и мајке Софије. Основну школу је завршио у Војнићу, гимназију у Загребу и Новом Саду, где је 1877. године матурирао. Извесно време је студирао право у Загребу, а потом је завршио Карловачку богословију 1884. године. По другом извору, студирао је две године право у Бечу. Од 1884. до 1890. године био је катихета у гимназији, а од 1889. године и професор Карловачке богословије.

## Монашки живот
Консисторијалним бележником Архидијецезе сремско-карловачке је постао 1890. године. Замонашен у манастиру Кувеждину од стране игумана Амфилохија (Јеремића). У чин јерођакона рукоположен 24. априла 1888. године од патријарха Германа. За протођакона је произведен 13. децембра 1890. од патријарха Георгија, а 6. октобра 1891. године у чин архиђакона. На Божић исте године је рукоположен у чин презвитера, добивши у исто време наслов синђела, а 6. октобра 1891. произведен у чин протосинђела.
За епископа бачког једногласно је изабран 1893. године, а посвећен на Ђурђевдан 1894. године од стране патријарха Георгија и епископа темишварског Никанора и горњокарловачког Михаила.
После краће болести, преминуо у Бечу, у болници 18. јануара 1899. године, и сахрањен у Платоновој капели на Алмашком гробљу у Новом Саду.